# Sindrom mačijeg plača
Sindrom mačijeg plača (fran. cri du chat syndrome ili 5p-sindrom) jedan je od urođenih sindrom koji se javlja kao posledica strukturne aberacije u obliku parcijalnih delecija kratkog kraka hromozoma 5 (5p-). Veličina delecije se kreće od celog kratkog kraka do samo 5p15, i svi uključuju CTNND2 gen. Ako je delecija kratkog kraka hromozoma prisutna na oba hromozoma 5 (homozigotna) onda je to letalno po ćeliju. Većina pacijenata sa sindromom mačijeg plača ima de novo delecija, od oko 80%, pri čemu je 90% terminalnih i 10% intersticijskih, a 80% nastaje na očevom homologu. Ostalih 10% nastaje kao rezultat roditeljskih translokacija, a ostatak se dešava kao rezultat neobične citogenetske aberacije.
Novorođenčad sa ovim sindromom imaju piskutav glas koji asocira na mjaukanje mačića, pa otuda i naziv - sindrom mačijeg plača. Deca rođena sa ovim sindromom ispoljavaju niz fizičkih i psihičkih problema koji mogu varirati u svom intenzitetu i manifestaciji. Karakteristične kliničke karakteristike sindroma uključuju glasan i monoton plač, mikrocefaliju, okruglo lice, hipertelorizam, epikantične nabore, mikrognatiju, abnormalne dermatoglifike, kašnjenje u rastu i tešku psihomotornu i mentalnu retardaciju smanjene motoričke sposobnosti, probleme sa govorom i učenjem, problemi sa gutanjem itd.
Nauci je danas poznat sindrom mačjeg plača čije se postojanje može izvršiti putem specijalnih NIPT testova (neinvazivnih prenatalnih testova). Standardni NIPT testovi najčešće obuhvataju analizu tri ili više hromozomskih parova, ali ne analiziraju prisustvo mikrodelecija. Samo NIPT testovi na kojima je naglašeno da vrše i proveru mikrodelecija mogu dati ovaj podatak.
Poslednjih godina primena genetskih molekularnih metoda uvela je napredak u dijagnostici i tipizaciji sindroma mačjeg plača 

## Istorija
Sindrom mačijeg plača koji je praćen delecijom, gubitkom kratkog kraka (p) hromozoma broj 5, prvi su kao delecioni sindrom 1963. godine opisali Lejeune i saradnici.

## Epidemiologija
Učestalost
Procijenjena prevalencija sindrom mačijeg plača je od oko 1 slučaj na 15.000 do 1 na 50.000 živorođenih. Prevalencija među osobama sa mentalnom retardacijom je oko 1,5 na 1.000 osoba.
Mortalitet/morbiditet
Sa savremenim intervencijama velika je šansa za preživljavanje do odrasle dobi. Trenutno je stopa mortaliteta od sindrom mačijeg plača 6-8% u ukupnoj populaciji.
Pneumonija, aspiraciona pneumonija, urođene srčane mane i respiratorni distres sindrom najčešći su uzroci smrti.
Studija Sandersa i saradnika pokazala je da su simptomi primarne cilijarne diskinezije (PCD), Još jednog poremećaja koji se prati do kraka hromozoma 5p, preovlađujući kod pacijenata sa sindromom mačjeg plača. Simptomi povezani sa PCD-om pronađeni kod pacijenata sa sindromom mačijeg plača uključivali su neobjašnjivi neonatalni stres (35%), začepljenost nosa tokom cele godine koje se pojavila u detinjstvu (32%) i vlažni kašalj tokom cele godine koji je započeo u djetinjstvu ( 20%).
Studija Lefranca i saradnika pokazala je da je proteinsko-energetska pothranjenost čest problem kod sindroma cri-du-chat, a pregled upitnika iz 36 porodica otkriva dokaze o takvoj pothranjenosti kod 47% pacijenata.
Rasa
Nije pronađena nikakva rasna sklonost sindroma mačijeg plača.
Pol
Značajna prevlast žena je uočena kod oboljele novorođenčadi, sa muško ženskim odnosom od 0,72:1.
Starost
Stanje se otkriva kod novorođenčadi i odojčadi sa karakterističnim mačjim plačem i dismorfnim osobinama.

## Delecija hromozoma 5
Većina slučajeva sindrom mačjeg plača nije nasledna. Brisanje hromozoma se obično javlja kao slučajni događaj tokom formiranja reproduktivnih ćelija (jaja ili spermatozoida) ili u ranom fetalnom razvoju. Ljudi sa sindrom mačjeg plača obično nemaju istoriju bolesti u svojoj porodici.
Oko 10 procenata ljudi sindrom mačjeg plača nasleđuje hromozom sa izbrisanim segmentom od roditelja koji nije pogođen. U ovim slučajevima, roditelj nosi hromozomsko preuređenje koje se naziva uravnotežena translokacija, u kojoj se genetski materijal ne dobija ili gubi. Uravnotežene translokacije obično ne izazivaju nikakve zdravstvene probleme; međutim, oni mogu postati neuravnoteženi kako se prenose na sledeću generaciju. Delecija u kratkom kraku hromozoma 5 je primer neuravnotežene translokacije, što je hromozomsko preuređenje sa dodatnim ili nedostajućim genetskim materijalom. Neuravnotežene translokacije mogu uzrokovati urođene defekte i druge zdravstvene probleme poput onih koji se vide kod sindrom mačjeg plača.
Genetska delecije koja predstavljaju takvu vrstu strukturne aberacije hromozoma u kojoj dolazi do gubitka njegovog dela, uzrok je sindrom mačijeg plača. Delecija manjeg ili većeg dela kratkog kraka hromozoma 5 ...najčešći je razlog nepravilan krosing-over koji se dešava u mejozi i za vreme obrazovanja polnih ćelija. Dužina izgubljenog dela kratkog kraka može da varira što utiče na težinu bolesti. Veći broj gena, koji se nalaze na kratkom kraku, se gube a svaki od njih doprinosi nekom od simptoma ove bolesti. Naučnici veruju da je gubitak gena CTNND2 povezan sa umnom zaostalošću.
Do delecije najčešće dolazi za vreme obrazovanja gameta (kod spermatozoida češće nego kod jajne ćelije) roditelja. Roditelji su zdravi jer se delecija javlja samo u polnim ćelijama dok je njihove telesne ćelije ne sadrže. Ova delecija je tako retka da se najverovatnije neće ponoviti kod drugog deteta, ako je prvo dete zahvaćeno ovim sindromom. Bez obzira na to savetuje se prenatalna citogenetička analiza ploda, ako je u porodici već rođeno dete sa ovim sindromom.

## Klinička slika
Glavna karakteristika kliničke slike ovog sindroma kod obolelog novorođenčeta je karakterističan plač mijaukanja, ili monohromatski plač visokog tona koji se smatra patognomoničan za ovaj sindrom. 
| Klinička slika na rođenju | Klinička slika u detinjstvu |
| --- | --- |
| - Mala porođajna težina - Hipotonija - Mikrocefalija - Zastoj u rastu - Okruglo lice sa punim obrazima - Hipertelorizam - Epikantalni nabori - Palpebralne pukotine koje se spuštaju prema dolje - Strabizam - Ravan nosni most - Okrenuta usta - Micrognathia - Nisko postavljene uši - Kratki prsti - Pojedinačni nabori na dlanu - Srčani defekti | - Teška mentalna retardacija - Zastoj u razvoju - Mikrocefalija - Hpertoničnost - Prerano posijedilo kose - Malo, usko i često asimetrično lice - Spuštena vilica, izraz otvorenih usta kao posljedica opuštenosti lica - Short philtrum - Pogrešna okluzija zuba - Skolioza - Kratki treći-peti metakarpalni |
| Neonatalne komplikacije uključuju: - loše sisanje, - potrebu za negom u inkubatoru, - respiratorni distres, - žuticu, - upalu pluća i - dehidraciju. | Deca ovim sindromom imaju sleće hronične zdravstvene probleme: - infekcije gornjih dišnih puteva, - upala srednjeg uva, - teški zatvor i hiperaktivnost. |

Od malformacije, iako ne baš čestih, mogu biti prisutne:
- srčane, neurološke i bubrežne abnormalnosti,
- preaurikularne oznake,
- sindaktilija,
- hipospadija i kriptorhizam.

## Dijagnoza
Dijagnoza sindrom mačjeg plača se generalno postavlja u bolnici pri rođenju. Zdravstveni radnik može primetiti kliničke simptome povezane sa ovim stanjem. Mačji plač je najistaknutija klinička karakteristika kod novorođene dece i obično je glavni dijagnostički znak za sindrom mačjeg plača.
Pored toga, može se izvršiti analiza hromozoma pojedinca. Deo koji nedostaje (delecija) kratkog kraka hromozoma 5 može se videti na analizi hromozoma. Ako nije, možda će biti potreban detaljniji tip genetskog testa koji se zove FISH analiza u sumnjivim slučajevima, koja će potvrditi dijagnozu i otkriti delciju.
Molekularna citogenetska analiza je omogućila da se definiše citogenetska i fenotipska mapa 5p, čak i ako se rezultati do sada objavljenih studija ne slažu u potpunosti. Studije korelacije genotip-fenotip su pokazale kliničku i citogenetsku varijabilnost. Identifikacija fenotipskih podskupova povezanih sa specifičnom veličinom i tipom delecije je od dijagnostičke i prognostičke važnosti. Uspostavljene su specifične karte rasta i psihomotornog razvoja. Dva gena, semaforin F (SEMAF) i delta-katenin (CTNND2), koji su mapirani u "kritične regije", potencijalno su uključeni u cerebralni razvoj i njihovo brisanje može biti povezano sa mentalnom retardacijom kod pacijenata sa CdCS. Brisanje gena za reverznu transkriptazu telomeraze (hTERT), lokalizovanog na 5p15.33, može doprineti fenotipskim promenama u CdCS. Kritične regije su nedavno rafinirane korištenjem niza komparativne genomske hibridizacije.

## Prenatalna dijagnostika
Nakon rođenja obolelog deteta, prenatalna dijagnoza se može ponuditi za buduće trudnoće. Prenatalna dijagnoza de novo 5p delecija nije uobičajena, ali mogućnosti prenatalne identifikacije uključuju:
- Strukturne abnormalnosti otkrivene ultrazvukom - npr. bilateralna ventrikulomegalija fetalne horoidne ciste, mikrocefalija sa hipoplazijom malog mozga, ageneza kalozuma korpusa.

- Abnormalni test seruma majke.

- Analiza fetalnih hromozoma.

Treba napomenuti da sva brisanja 5p ne dovode do fenotipa sindroma mačjeg plača, a neka mogu dovesti do veoma blago abnormalnog ili normalnog fenotipa.

## Diferencijalna dijagnoza
Kliničke karakteristike pacijenata sa sindrom mačjeg plača nisu specifične ako se posmatraju odvojeno, ali, ako se vrednuju kao celina, rezultuju posebnim fenotipom koji, zajedno sa posebnim krikom, omogućava sumnju na dijagnozu pri rođenju. Analiza kariotipa periferne krvi će potvrditi dijagnozu.
U lakšim slučajevima koji mogu izbeći dijagnozu ili kod starijih pacijenata, klinička slika (i pre svega glas koji ostaje nenormalan) i psihomotorna retardacija će dovesti do sprovođenja citogenetske i molekularne citogenetske analize.

## Terapija
Ne postoji specifična terapija za sindrom mačjeg plača, ali rane rehabilitacione i edukativne intervencije poboljšavaju prognozu, a značajan napredak je napravljen i u socijalnom prilagođavanju pacijenata sa sindrom mačjeg plača.
Tretman ima za cilj da stimuliše dete i pomogne mu da ostvari svoj puni potencijal i može uključivati:
- fizioterapiju za poboljšanje slabog tonusa mišića
- govornu terapiju, za korekciju govora,
- komunikacijske alternative, kao što je znakovni jezik, pošto govor obično kasni, često ozbiljno
- radnu terapiju za podučavanje strategija suočavanja i
- usvajanje novih veština.

Kako je genetsko savetovanje indikovano, plodne žene mogu roditi održivo pogođeno potomstvo, sa procijenjenim rizikom od ponovnog pojavljivanja od 50%. Rizik od recidiva za de novo slučaj je 1% ili manje. Retki recidivi kod hromozomski zdravih roditelja verovatno su rezultat gonadnog mozaicizma za deleciju 5p kod jednog od roditelja. Ako je roditelj uravnotežen nosilac strukturnog preuređivanja, rizik je značajno visok. Rizik treba proceniti na osnovu vrste strukturnog preuređivanja i njegovog obrasca segregacije.
Hronični medicinski problemi kao što su infekcije gornjih disajnih puteva, upala srednjeg uha i teški zatvor zahtijevaju odgovarajući tretman.
Primenom relativno dobrih receptivnih veština treba podstaknuti razvoj jezika i komunikacije umesto da se oslanja na tradicionalne verbalne metode.
Rana stimulacija i upoznavanje sa znakovnim jezikom su efikasna sredstva za razvoj komunikacijskih veština (50% dece može koristiti znakovni jezik za komunikaciju).
Programi modifikacije ponašanja mogu biti uspešni u upravljanju hiperaktivnošću, kratkim rasponom pažnje, niskim pragom frustracije i samostimulirajućim ponašanjima (npr lupanje glavom, mahanje rukama).
Kompjuterizirani trening vizualno-motoričke koordinacije poboljšava vizualno-prostorne performanse kod deteta pogođenog sindrom mačijeg plača.

## Literatura
- Tucić, N, Matić, Gordana: O genima i ljudima, Centar za primenjenu psihologiju, Beograd, 2002.
- Marinković, D, Tucić, N, Kekić, V: Genetika, Naučna knjiga, Beograd
- Tatić, S, Kostić, G, Tatić, B: Humani genom, ZUNS, Beograd, 2002.
- Matić, Gordana: Osnovi molekularne biologije, Zavet, Beograd, 1997.
- Ridli, M: Genom - autobiografija vrste u 23 poglavlja, Plato, Beograd, 2001.
- Prentis S: Biotehnologija, Školska knjiga, Zagreb, 1991.
- Dumanović, J, Marinković, D, Denić, M: Genetički rečnik, Beograd, 1985.
- Kosanović, M, Diklić, V: Odabrana poglavlja iz humane genetike, Beograd, 1986.
- Švob, T. i saradnici: Osnovi opće i humane genetike, Školska knjiga, Zagreb, 1990.

## Spoljašnje veze
- cri-du-chat syndrome - www.britannica.com (језик: енглески)
- „Cri Du Chat”. (језик: енглески)
- Cri-du-Chat Syndrome (језик: енглески)
- Cri du chat на веб-сајту  (језик: енглески)

 (језик: енглески)

|  | Molimo Vas, obratite pažnju na važno upozorenje u vezi sa temama iz oblasti medicine (zdravlja). |